# Химическая защита от радиации
Химическая защита от ионизирующего излучения — вид радиационной защиты, ослабление результата воздействия ионизирующего излучения на организм путём введения в него химических веществ, называемых радиопротекторами.

## Основные свойства радиопротекторов
- Действие при однократном кратковременном облучении.
- Эффективность при введении до облучения
- Узкое терапевтическое действие
- Применение в токсических или субтоксических дозах
- Эффективность при внутривенном введении
- Вызывание сильных физиологических и биохимических сдвигов в организме

## Механизмы действия некоторых радиопротекторов
- Протекторы, вызывающие снижение концентрации кислорода в тканях

Такие вещества различными путями создают временную тканевую гипоксию. Локальное снижение концентрации свободного кислорода в тканях вызывает уменьшение возможности образования радикалов в момент облучения, снижение реакции возбужденных молекул с кислородом и снижение реакции образования первичных перекисей.
- Вещества, вызывающие инактивацию свободных радикалов

Защитный механизм этих РП обусловлен их конкуренцией за радикалы, в результате чего суммарный радиобиологический эффект оказывается сниженным.
- SH-протекторы

Они вызывают увеличение эндогенных сульфгидрильных соединений. Эти соединения лабильны и могут реагировать с образующимися в процессе облучения радикалами, поэтому общий радиобиологический эффект понижается. Такими свойствами обладает, например, цистеин.
- Нуклеиновые кислоты

— восстановление поврежденной структуры ДНК фрагментами экзогенной ДНК

— нейтрализация действия активированных облучением ядерных нуклеаз

— нейтрализация повреждающего действия свободных гистонов

— дерепрессия хромосом, стимуляция ДНК-зависимого синтеза РНК и белка, стимуляция митотической активности клеток

— пополнение клеточного фонда субстратов, необходимых для синтеза ДНК

Эффективность РП нужно оценивать не только по выживаемости, но и по частоте проявления отдаленных последствий у выживших особей.
- Мелатонин при лучевом ожоге кожи был малоэффективен, однако оказывал выраженный противолучевой эффект по клинической картине поздних местных лучевых поражений.[1]. Эффективность мелатонина как радиопротектора была показана в ряде западных исследований[2][3]. Преимуществом мелатонина также является его безопасность и минимальное количество побочных эффектов.[2]